# 1853 en sport
Cet article présente les faits marquants de l'année 1853 en sport.

## Athlétisme
- Premières courses à pied dotées de prix en espèces en France. L'âge d'or de ces courses professionnelles dure jusqu'au milieu des années 1880[1].

## Aviron
- Création du Rowing-Club Paris qui organise la première édition du « Championnat de la Seine » d’aviron à Paris. Frédéric Lowe s’impose[2].

## Boxe
- 18 avril : le champion anglais Harry Broome bat Henry Orme dans le 31e round à Brandon et conserve son titre[3].
- 12 octobre : Yankee Sullivan et John Morrissey se rencontrent pour le titre du Championnat Poids lourd de l'Amérique à Boston, New York. Selon des rapports, Morrissey est "sévèrement battu" mais Sullivan quitte le ring après le 37e round et ignore l'appel "de temps". En conséquence, l'arbitre accorde le combat à Morrissey, qui conserve le Championnat américain jusqu'à 1859. Sullivan ne se bat pas de nouveau, mais est par la suite arrêté à San Francisco et envoyé à la prison[4].
- révision des Règles du London Prize Ring qui avait été promulguées en 1838.

## Cricket
- Le Nottinghamshire County Cricket Club est sacré champion de cricket en Angleterre[5].

## Jeu de paume
- Mise en chantier du Palais de l’Industrie qui condamne les derniers terrains de jeu de paume en plein air des Champs-Élysées, très prisés depuis le Moyen Âge. Les joueurs de paume de l’ouest parisien se replient sur le jardin du Luxembourg[6].

## Joutes nautiques
- Août : Audibert, dit L'esperança, remporte le Grand Prix de la Saint-Louis à Sète[7].

## Omnisports
- Premier numéro du journal sportif anglais « The Field » traitant notamment de hippisme, de tir et de pêche. Ce titre a célébré ses 154 ans en 2007[8].

## Sport hippique
- Angleterre : West Australian gagne le Derby d'Epsom[9].
- Angleterre : Peter Simple gagne le Grand National[10].
- France : Jouvence gagne le Prix du Jockey Club[11].
- France : Jouvence gagne le Prix de Diane[12].

## Naissances
- 16 janvier : André Michelin, ingénieur, industriel et pilote de courses automobile français. († 4 avril 1931).
- 6 avril : Emil Jellinek, pilote de courses automobile puis Consul, diplomate, homme d'affaires austro-hongrois, initiateur de la marque Mercedes. († 21 janvier 1918).
- 20 août : Charles Lewis, joueur de rugby gallois. († 27 mai 1923).
- 21 août : Émile Mayade, pilote de courses automobile français. († 18 septembre 1898).
- 3 septembre : Robert Vidal, footballeur anglais. († 5 novembre 1914).
- 5 septembre : Alfred Stratford, footballeur anglais. († 2 mai 1914).
- 9 septembre : Fred Spofforth, joueur de cricket australien. († 4 juin 1926).
- 21 septembre : Henry Wace, footballeur anglais. († 5 novembre 1947).
- 2 octobre : Vere St. Leger Goold, joueur de tennis britannique. († 8 septembre 1909).
- 14 octobre : Arthur Budd, joueur de rugby à XV anglais. († 27 août 1899).
- ? : Francis Heron, footballeur anglais. († 23 octobre 1914).
- ? : Henry McNeil, footballeur écossais. († ? 1924).